# Joseph Highmore

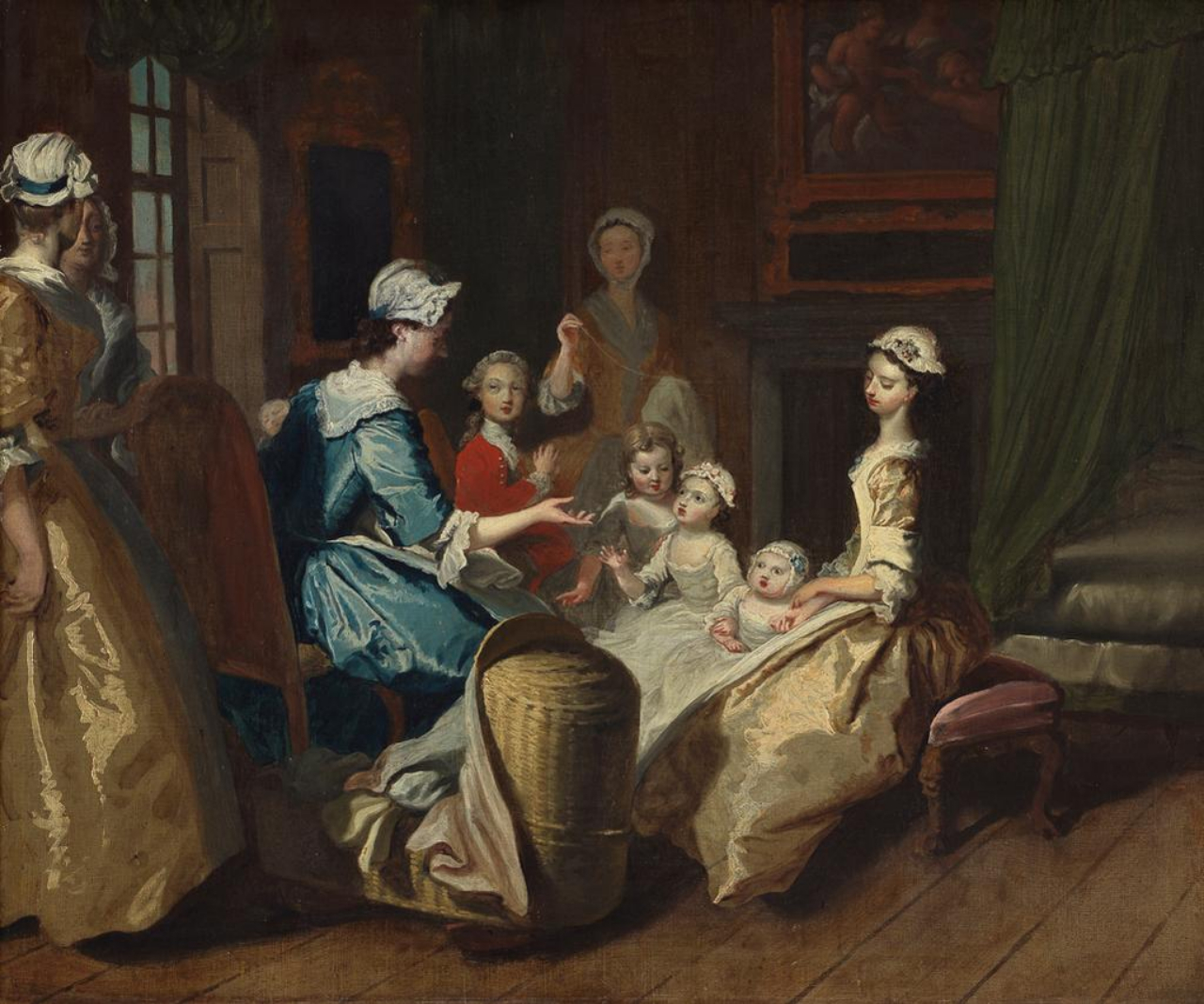
Pamela tells a nursery tale, 1744, Fitzwilliam Museum

Joseph Highmore (ur. 13 czerwca 1692 w Londynie, zm. 3 marca 1780 w Canterbury) – angielski malarz portrecista i pisarz.
Początkowo studiował prawo, jednak ok. 1714 zajął się malarstwem i podjął naukę w Akademii Knellera. Tworzył głównie portrety, stopniowo ulegając wpływom rokoka. Jego prace zbliżone są stylem do dzieł Williama Hogartha i odznaczają się świeżością i subtelnością bliską sztuce francuskiej. Artysta był przyjacielem Samuela Richardsona i ok. 1745 namalował cykl 12 obrazów do jego powieści epistolarnej Pamela, czyli cnota nagrodzona. W późniejszym okresie tworzył obrazy o tematyce biblijnej i historycznej. Na początku lat 60. XVIII wieku porzucił malarstwo i zajął się literaturą, pisał m.in. traktaty i eseje o perspektywie, moralności i religii.
Duże zbiory prac Highmore`a posiadają kolekcje brytyjskie, m.in. Tate Britain i Fitzwilliam Museum w Cambridge.